# Gotowe na więcej
Gotowe na więcej (ang. Suburban Shootout, 2006–2007) – amerykańsko-brytyjski serial komediowy stworzony przez Rogera Becketta i Jamesa Gary’ego Martina.
Jego światowa premiera odbyła się 27 kwietnia 2006 roku na kanale Channel Five. Ostatni odcinek został wyemitowany 20 września 2007 roku. W Polsce serial nadawany był na kanałach BBC Entertainment i TVP2.

## Obsada
- Tom Hiddleston jako Bill Hazeldine
- Anna Chancellor jako Camilla Diamond
- Felicity Montagu jako Barbara du Prez
- Rachael Blake jako Hilary Davenport
- Amelia Bullmore jako Joyce Hazeldine
- Cathryn Bradshaw jako Margaret Littlefair
- Lucy Robinson jako Pam Draper
- Emmma Kennedy jako Lillian Gordon-Moore
- Ralph Ineson jako Jeremy Hazeldine
- Tom Ellis jako PC Haines
- Ruth Wilson jako Jewel Diamond